# I Know Where It's At
"I Know Where It's At" é uma canção do grupo britânico All Saints, lançado em 19 de agosto de 1997, como o primeiro single do álbum auto-intitulado. Em 9 de agosto de 1997, a canção foi lançada na National Lottery Live e a primeira performance no Top of the Pops foi em 2 de setembro de 1997.
A canção foi lançada em 1997 e se tornou seu primeiro hit Top 10, atingindo o número quatro. Um total de 158.769 cópias foram vendidas. O single foi lançado nos EUA depois onde o grupo marcou seu primeiro hit número um com "Never Ever". A faixa foi originalmente lançado na Austrália para coincidir com o lançamento no Reino Unido, onde chegou ao # 67. Após o segundo single "Never Ever" alcançado # 1, a faixa foi re-lançado, onde atingiu o # 12.

## Composição
"I Know Where It's At" foi escrita por Shaznay Lewis e Karl Gordon, e produzido por Gordon. Walter Becker e Donald Fagen são creditados como roteiristas porque utiliza os elementos de samples da música de Steely Dan "The Fez".

## Videoclipe
O vídeo oficial da música "I Know Where It Is At" foi dirigido por Alex Hemming. Foi o primeiro vídeo das All Saints lançado. Foi para mostrar as meninas em um ambiente urbano como as variantes mais streetwise. O vídeo foi filmado com pouca cor, com as meninas quase inteiramente em preto e branco.

## Lista de faixas e formatos
| CD 1          | CD 1                                                                | CD 1 |
| ------------- | ------------------------------------------------------------------- | ---- |
| 1.            | "I Know Where It's At" (Culfather and Jo's Alternative Mix – Radio) | 4:03 |
| 2.            | "I Know Where It's At" (Original Radio Mix)                         | 4:00 |
| 3.            | "I Know Where It's At" (Culfather and Jo's Alternative Mix)         | 4:46 |
| 4.            | "I Know Where It's At" (Original Mix)                               | 5:02 |
| CD 2          |                                                                     |      |
| 1.            | "I Know Where It's At" (K-Gee's Bounce Mix)                         | 5:01 |
| 2.            | "I Know Where It's At" (Nu Birth Riddum Dub)                        | 6:30 |
| 3.            | "I Know Where It's At" (Colour System inc. Vox)                     | 7:40 |
| 4.            | "Alone"                                                             | 3:31 |
| UK Cassette   |                                                                     |      |
| 1.            | "I Know Where It's At" (Culfather and Jo's Alternative Mix – Radio) | 4:03 |
| 2.            | "I Know Where It's At" (Original Mix)                               | 5:02 |
| Australian CD |                                                                     |      |
| 1.            | "I Know Where It's At" (Original Mix)                               | 5:04 |
| 2.            | "I Know Where It's At" (Original Radio Mix)                         | 4:01 |
| 3.            | "I Know Where It's At" (Nu Birth Riddum Dub)                        | 6:30 |
| 4.            | "Never Ever" (Booker T's Vocal Mix)                                 | 6:19 |
| 4.            | "Alone"                                                             | 3:35 |